# Bathoxiphus stanisici
Bathoxiphus stanisici är en blötdjursart som beskrevs av Lamprell och Healy 1998. Bathoxiphus stanisici ingår i släktet Bathoxiphus och familjen Entalinidae. Inga underarter finns listade i Catalogue of Life.